# Ioan al IV-lea de Gaeta
Ioan al IV-lea de Gaeta (d. aprilie sau august 1012) a fost fiul cel mare a ducelui Ioan al III-lea de Gaeta.
Ioan al IV-lea a fost numit co-duce de către tatăl său în anul 991, pe când era încă minor. El a succedat ca duce deplin din 1008 sau 1009 și a domnit pentru o perioadă de doar câțiva ani în Ducatul de Gaeta.
Ioan a fost căsătorit cu Sichelgaita, fiica ducelui Ioan al IV-lea de Neapole și sora succcesorului acestuia, Sergiu al IV-lea de Neapole.
După ce a murit, la conducerea ducatului de Gaeta a trecut fiul său minor, Ioan al V-lea, aflat sub regența bunicii sale, Emilia. Fratele lui Ioan al IV-lea, Leon al II-lea a luptat pentru a obține regența, iar vărul său, devenit Leon I de Gaeta a încercat să uzurpe tronul de la tânărul duce.